# Croton martinianus
Espèce
Classification APG III (2009)
Croton martinianus est une espèce de plantes à fleurs du genre Croton et de la famille Euphorbiaceae présente au Mexique (du sud de Sonora à Jalisco).